# Kostel Nejsvětější Trojice (Vysoké Studnice)
Kostel Nejsvětější Trojice se nachází na návrší východně od obce Vysoké Studnice. Kostel je farním kostelem římskokatolické farnosti Vysoké Studnice. Jde o barokní jednolodní stavbu s renesančním jádrem, kostel je stavbou s polygonálním závěrem a s hranolovou věží. Kostel je v rámci areálu spolu se hřbitovem, ohradní zdí a třemi kaplemi chráněn jako kulturní památka České republiky. Kostel je obklopen hřbitovem se třemi kaplemi v ohradní zdi.

## Historie
Kostel byl postaven v roce 1605 a původně byl určen jako protestantská modlitebna, po bitvě na Bílé hoře původní majitelé Grünové ze Stürzenberga přišli o veškerý majetek a kostel tak v roce 1665 byl vysvěcen a od té doby funguje jako katolický kostel. Novou majitelkou panství se stala Blanka Polyxena hraběnka Collalto, kaple pak byla v roce 1718 rekonstruována a přestavěna Janem Kryštofem Říkovským rytířem z Dobrčic, v tu dobu kostel získal barokní podobu. Další rekonstrukce kostela proběhla na počátku 18. století, později došlo několikrát k vykradení kostela a ten také velmi chátral, opraven pak byl až v sedmdesátých letech 20. století a v roce 1995 došlo k rekonstrukci interiéru a následně pak v roce 1998 i k rekonstrukci venkovní fasády. V roce 2014 pak došlo také k rekonstrukci střechy, byla nově natřena. V kostele jsou umístěny tři zvony, nejstarší je z roku 1719.